# Constantin Héger
Constantin Romain Georges Héger (Brussel, 1 juli 1809 - aldaar, 6 mei 1896) was een Belgische leerkracht. Naast zijn activiteiten in het Koninklijk Atheneum van Brussel was hij vooral actief als leraar aan de privéschool Pensionnat de Demoiselles van Héger die zijn tweede echtgenote oprichtte. De bekendheid van Héger gaat vooral terug op zijn beroemde leerlingen Emily en Charlotte Brontë.

## Jeugd en huwelijken
Héger werd geboren in een gezin van juweliers. In 1825 trok hij naar Parijs en werkte daar als secretaris. In 1829 keerde hij naar zijn geboortestad terug, om er lessen Frans en literatuur te geven aan het Franstalige Koninklijk Atheneum.
Tijdens de Belgische Revolutie in 1830 vocht hij mee aan de kant van de revolutionairen. Hij maakte dat jaar kennis met Marie Josèphe Noyer en huwde het volgende jaar. Zijn echtgenote overleed in 1833.
Terwijl hij bleef lesgeven op het Atheneum, gaf hij ook les aan de gemeenteschool voor armen, gesitueerd in de Terarkenstraat. Daar maakte hij kennis met Claire Zoë Parent, die directrice was van de meisjesschool iets verderop. Ze huwden in 1836 en het gezin kreeg 6 kinderen, waaronder Paul Héger, een bioloog die actief was in de onderzoeksafdeling van Solvay en de ULB.

## De zusjes Brontë
In februari 1842 kwamen Emily en Charlotte Brontë naar Brussel, en om hun talenkennis te verbeteren volgden ze les in de school van Héger en zijn vrouw. In ruil voor kost en inwoning gaven ze zelf ook les in de school: Charlotte gaf Engels en Emily muziekles. Maar in oktober van datzelfde jaar overleed hun tante Elizabeth Branwell, die het familiepatrimonium beheerde. Daarop keerden ze terug naar hun geboorteland.
Charlotte kwam in januari 1843 terug maar voelde zich snel eenzaam. Ze werd verliefd op Héger en stuurde hem talrijke liefdesbrieven. Na een jaar keerde ze terug naar Haworth, waar ze haar ervaringen verwerkte in haar romans The Professor en Villette.

## Latere leven
Héger werd in 1853 hoofd van het Koninklijk Atheneum maar uit onvrede met de inspectie nam hij twee jaar later ontslag. Hij bleef wel lesgeven tot zijn pensioen rond 1880. Zijn echtgenote Claire stierf in 1890 en hijzelf in 1896. Beide liggen begraven op het gemeentelijk kerkhof van Watermaal-Bosvoorde.